# کورم واچ
کورم واچ (انگلیسی: Corum) شرکت ساعت‌سازی سوئیسی است، که در سال ۱۹۵۵ تأسیس شد.